# Juan Bernier Luque
Juan Bernier Luque (La Carlota, 14 dicembre 1911 – Cordova, 9 novembre 1989) è stato uno scrittore spagnolo.

## Biografia
Fondatore, con Ricardo Molina, Pablo García Baena e altri, ed esponente di spicco del Grupo Cántico, costituitosi nel 1947 per racchiudere gli intellettuali emergenti di quella parte dell'Andalusia, tra i quali si ricordano il giovane poeta José Manuel Caballero Bonald e il già affermato poeta Mario López, che pure non condividevano pienamente l'estetica del gruppo: si può dire che si è trattato più di un gruppo di intellettuali che si conoscevano già tra di loro, piuttosto che un vero e proprio "partito letterario".
Durante la Guerra civile Bernier non prese posizione, a dispetto del forte ed incalzante dibattito culturale cordovese - il poeta affermato Juan Ugart, in particolare, sosteneva la Falange, mentre José María Alvariño, amico di Garcia Lorca cercava proseliti per il Partito comunista. 

## Poetica
Dalla sua poesia, non emergono temi sociali, bensì un consistente sensismo, la passione per l'Archeologia e la devozione a Cordova.
Nel suo Diario, invece, tratta il tema dell'omosessualità.